# Danske kyster
Danske kyster er en dansk dokumentarfilm fra 1954 instrueret af Holger Moth og Edwin Nørgaard efter deres manuskript.

## Handling
Danmarks kystlinie er over 7000 km lang og stærkt varierende. Kystens form er et resultat af havets og menneskets virksomhed. Bølgeslaget nedbryder landet nogle steder og aflejrer det nedbrudte materiale igen andetsteds på kysten, men menneskene søger at modvirke denne påvirkning ved bygning af høfder og diger og ved at beskytte udsatte klinter med stenbelægninger.